# Lavajärvi (sjö i Norra Österbotten)
Lavajärvi är en sjö i Finland. Den ligger i kommunen Uleåborg i landskapet Norra Österbotten, i den centrala delen av landet, 500 km norr om huvudstaden Helsingfors. Lavajärvi ligger 109 meter över havet. Arean är 33,3 hektar och strandlinjen är 4,25 kilometer lång. Sjön  ingår i Kiminge älvs huvudavrinningsområde. 